# Фліаки

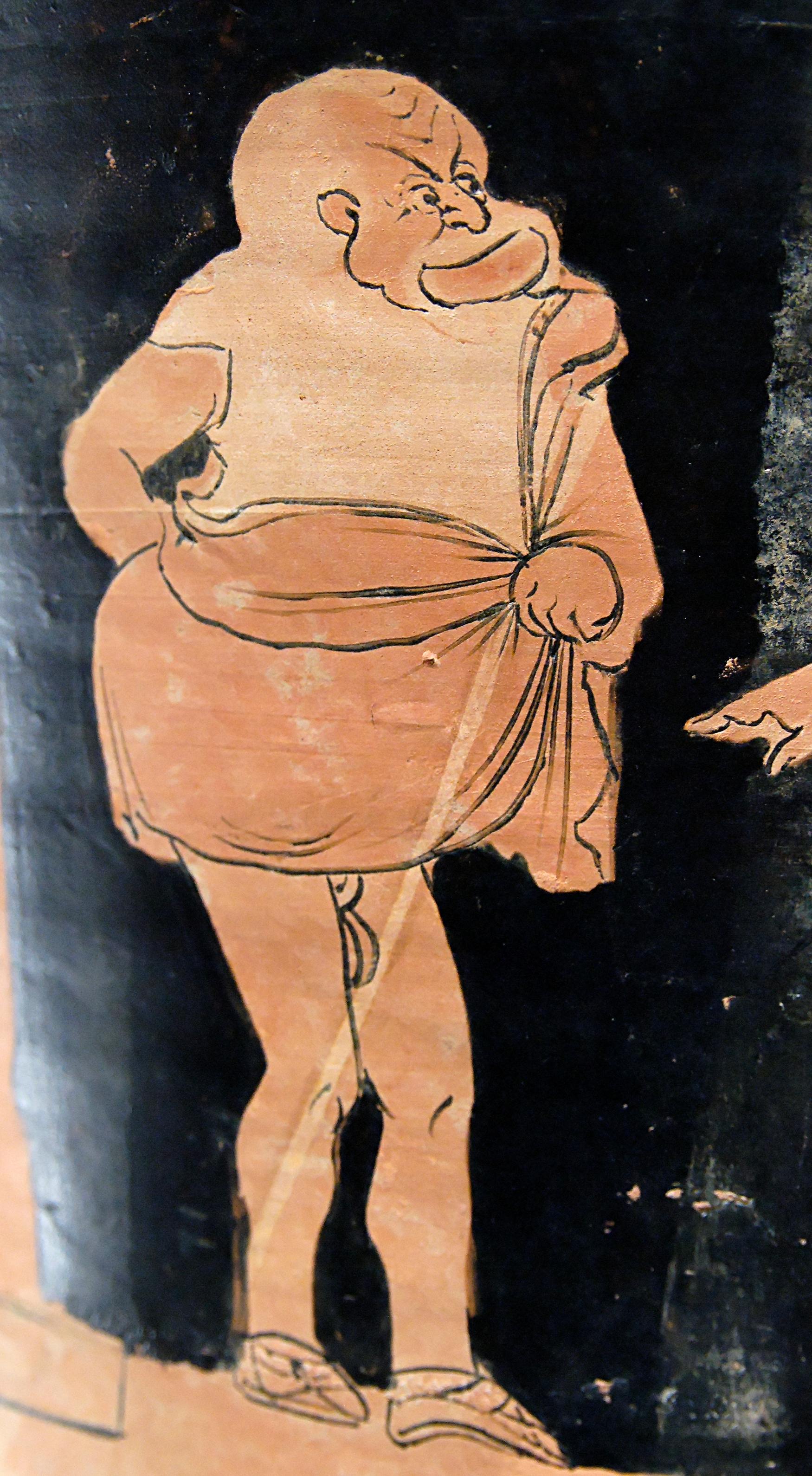
Актор-фліак на червонофігурному кратері вазописної групи Лентіні-Манфрія: раб у короткій туніці. Близько 350 — 340 до н. е. Лувр. Париж

Фліаки (грец. φλύαξ) — народні театральні вистави, які набули особливого поширення в 4-3 столітті до н. е. у давньогрецьких колоніях на півдні Італії, островах архіпелагу, в деяких областях Балканського півострова. Фліаки, сформувавшись як жанр давньогрецької комедії, значною мірою вплинули на римську ателлану.
Фліаки складалися з імпровізаційних комічних сценок, що зображували повсякденне життя, веселі пригоди богів і героїв (Зевса, Діоніса, Геракла та інших міфічних персонажів), пародіювали комедії, трагедії. Про сюжети і костюми фліаків можна судити головним чином по зображеннях на вазах.
Літературна форма фліаків була надана близько 300 до н. е. Рінтоном Тарентським. Пізніше серед авторів фліаків були Скір, Блес із Капрії, Пірр Мілетський, Тимохарід, Сопатр.
Актори, виконавці фліак, також іменувались фліаками. Обличчя їх приховувала смішна чи потворна маска. Костюм складався з трико із «набиванням», яке потворно збільшувало частини тіла. Жіночі ролі зазвичай виконувалися чоловіками.